# Antonio Cimatori
Antonio Cimatori (detto il Visaccio o il Visacci) (Urbino, 1550 ca. – Rimini, 19 agosto 1623) è stato un pittore italiano.

## Biografia

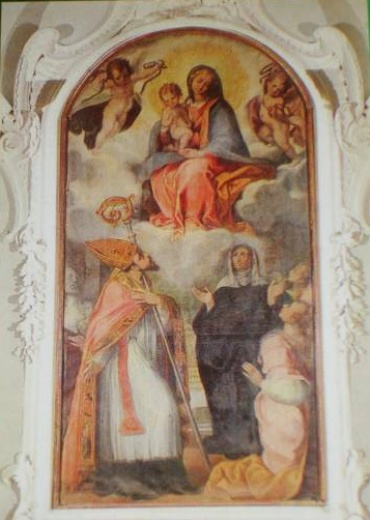
Madonna della Cintura con Sant'Agostino e Santa Monica, Chiesa di Sant'Agostino, Urbino

Proveniente da Urbino, eccelleva nella tecnica del chiaroscuro e nel disegno a china, particolarmente nelle scene di carattere religioso.
Da giovanissimo entrò nella bottega di Federico Barocci, di cui fu uno dei più fedeli seguaci. Tra i suoi discepoli è da ricordare Giulio Cesare Begni.
Suoi dipinti della Annunciazione e di Santa Francesca Romana si trovano nella chiesa di San Biagio a Roncofreddo. Dipinse una Adorazione dei Magi e una Crocifissione per la chiesa di San Giovanni Battista di Rimini.